# Reddit
Cet article possède un paronyme, voir Redditt.
Reddit est un site web communautaire américain de discussion et d’actualités sociales.
Fondé en 2005, Reddit contient d'abord surtout du contenu sur la programmation et la science. Il ne cesse depuis de se diversifier et de s’ouvrir à du contenu plus grand public.
Sa communauté dispose d'une culture propre à l'histoire du site et d'Internet en général, qui échappe aux non-initiés car elle est relativement fermée. La communauté se classe majoritairement à gauche du spectre politique.
L'une des parties du site ayant le plus d'écho à l'extérieur de sa communauté comprend les « AMA » (« Ask me anything », ce qui se traduit par « Demandez-moi n’importe quoi »), des sessions de questions-réponses au cours desquelles une personnalité publique répond aux questions des utilisateurs, généralement dans un cadre promotionnel.
Ayant connu une forte croissance en 2010, en partie due à une baisse de popularité de son concurrent Digg, Reddit se place en 2020 comme le vingtième site web le plus populaire au monde et le sixième aux États-Unis selon Alexa Internet. En avril 2025, il est le neuvième site le plus visité au monde selon SimilarWeb et le septième selon Semrush.

## Audience

### Statistiques
Une analyse statistique d'Alexa montre que, en excluant certains biais possibles des statistiques (notamment pour des raisons linguistiques et culturelles), Reddit est consulté principalement par des anglophones, dont la plupart proviennent des États-Unis. Ainsi, selon les statistiques d'Alexa en 2018, 60,6 % du trafic vient des États-Unis, où Reddit serait le 5e site le plus populaire). Loin derrière se trouvent le Royaume-Uni (7,0 % du trafic de Reddit et 8e par sa popularité), le Canada (6,3 % du trafic, mais 5e site le plus populaire), l'Australie (3,2 % du trafic) et le Japon (1,9 % du trafic).
Toujours selon Alexa, Reddit était le 17e site le plus consulté en France en 2018, et le 7e dans le monde (derrière Google, Youtube, Facebook, Baidu, Wikipédia, Yahoo et QQ).
Le 6 octobre 2018 le trafic sur Reddit provenait principalement de Google (16,4 % des cas), puis de Youtube (8,3 % des accès), de Facebook (5,0 %), de Twitter (3,4 %) et d'Imgur (3,0 %).
Le temps passé par visiteur sur le site est parmi les plus élevés d'après ce même classement, le temps moyen quotidien étant de onze minutes et trente-six secondes début 2019. Ce temps d'utilisation varie selon l'ancienneté de l'utilisateur. Les membres de cinq ans y passent 35 minutes par jour, ceux de sept ans et plus atteignent 45 minutes quotidiennes.

### Hausse de la fréquentation
Au troisième trimestre 2024, à l'occasion de la publication de ses résultats trimestriels, Reddit annonce avoir 97,2 millions d'utilisateurs actifs quotidiens, un chiffre en croissance de 47 % sur un an. Cette hausse est due à la stratégie d'internationalisation de la plateforme ainsi qu'à l'expérimentation de la traduction en temps réel, en particulier pour la communauté francophone.
Parmi les communautés les plus actives, « r/france », qui traite de l'actualité française, a dépassé les deux millions de membres en 2024.

## Fonctionnement
Reddit permet aux utilisateurs de soumettre des liens ou des contenus personnels sous forme de billet pouvant être commentés. Il s'agit généralement de liens pointant vers un article de presse, un article encyclopédique, ou du contenu multimédia tels qu'une image ou une vidéo. Les utilisateurs peuvent alors voter pour ou contre le billet pour en noter la pertinence, ce qui donne un score dénommé « karma » au billet. Ce score influe sur la visibilité du lien ou du contenu sur le site, les billets ayant un score élevé se retrouvant en tête de page. Il est aussi possible de poster non pas un lien mais un simple message textuel, un self-post dans le jargon de la communauté, ayant pour but de raconter une histoire ou de lancer une discussion, faisant du site un forum de discussion.

Snoo, la mascotte de Reddit, représente un extraterrestre.

Un système de commentaire est associé à chaque lien et self-post, ce qui permet aux redditors de réagir et de discuter du contenu proposé. Chaque commentaire est aussi soumis au système de vote pour rendre d’autant plus visible les commentaires appréciés par les utilisateurs.
Il est possible de poster un contenu sur son profil Reddit, qui s'affichera sur la page d'accueil des utilisateurs abonnés au profil en question, ou sur un subreddit.

### Subreddits
Un subreddit (« sous-reddit » en français) est une sous-partie du site consacrée à un thème spécifique dans laquelle les utilisateurs peuvent poster du contenu en lien avec le thème.
La page d'accueil du site affiche les contenus les plus populaires provenant d'un ensemble de subreddits par défaut choisis par les administrateurs. En 2016, ils étaient au nombre de 50. Sur le site, il suffit de préfacer un nom de subreddit par r/ pour générer un lien vers le subreddit en question. Un utilisateur inscrit peut choisir de personnaliser sa page d’accueil en se « désabonnant » de certains subreddits par défaut et en « s’abonnant » à d’autres.
Parmi les subreddits par défaut, on trouve r/worldnews, r/funny, r/InternetIsBeautiful, r/movies, r/music, r/science ou encore r/videos. En fonction de la localisation de l'internaute, des subreddits par pays sont également disponibles par défaut, comme le subreddit r/france, consacré à l'actualité française.
Chaque subreddit est créé par un utilisateur de la communauté, à l'exception de r/announcements et r/blog, qui concernent le site en lui-même et qui sont donc gérés par les administrateurs. Lorsqu'un utilisateur crée un subreddit, il lui revient la tâche de le rendre attractif, d'en faire la promotion auprès de la communauté et de le modérer. Il peut inviter d'autres utilisateurs à l'aider dans la gestion de la communauté, mais ce travail est bénévole et ne peut être rémunéré. Le nombre d'abonnés à un subreddit ainsi que le trafic qu’il engendre traduisent sa popularité.
Plusieurs subreddits engendrent le développement d'une sous-culture propre, à laquelle les internautes s'initient graduellement. À cet effet, la majorité des subreddits comportent des règles propres, qui régissent le type de commentaires acceptables, le contenu des billets des utilisateurs, des informations obligatoires dans les billets ou les commentaires, etc. Beaucoup de subreddits possèdent aussi leur jargon propre.
Un subreddit peut être mis en quarantaine par des employés du site lorsqu'il propose du contenu choquant ou promeut de la désinformation. Le subreddit mis en quarantaine ne sera plus mis en avant sur le site. De plus, les utilisateurs qui consultent le subreddit en quarantaine seront alertés du fait qu'il est en quarantaine et des raisons qui ont motivé cette décision. Si un subreddit propose un contenu qui contrevient à la politique globale de contenus de Reddit, il peut également être banni définitivement.

### Karma
Lorsqu'un utilisateur poste un contenu ou un commentaire, il gagne du « karma » à hauteur du score engendré par son contenu ou son commentaire. Chaque usager peut ajouter ou retirer du karma à un contenu ou à un commentaire via les boutons qui l'accompagnent. Il peut voter en faveur du contenu ou du commentaire (upvote) ou en défaveur de celui-ci (downvote). Le karma d'un utilisateur (c'est-à-dire la somme des scores de tout ce qu'il a posté), que n'importe qui peut consulter sur son profil, a une valeur surtout symbolique, quoiqu'un karma négatif limite les possibilités de créer de nouveaux billets. Cependant, le karma traduit le dévouement de l’utilisateur à poster du contenu apprécié par la communauté et certains redditors ont donc tendance à se prendre au jeu de gagner le plus de karma possible.
Ce système engendre des problèmes dans certains subreddits qui mettent l'accent sur le contenu original ou personnel. Des utilisateurs sont régulièrement accusés d'avoir repartagé un contenu préexistant alors que le subreddit l'interdit, tandis que d'autres sont régulièrement accusés de partager des histoires fabriquées de toutes pièces. Ce problème, de même que les problèmes d'abus de pouvoir de modérateurs dans certaines communautés, fait régulièrement l'objet de réclamations dans le subreddit r/KarmaCourt, dans lequel des utilisateurs mènent un simulacre de procès par commentaires, où certains prennent le rôle de défendeur, accusé, juge, jurés, avocats et autres parties habituellement (ou non) présentes dans le cadre d'un procès américain. Les utilisateurs mis en procès sont accusés d'interférer, d'une manière ou d'une autre, avec le système de karma de Reddit de manière abusive.

### Reddit Gold
Reddit propose aux utilisateurs « Reddit Gold », un service payant qui étend les fonctionnalités du site.

## Financement
Le site est financé par la publicité en ligne et par des abonnements payants à Reddit Premium.

## Histoire
Reddit a été fondé en 2005 par Steve Huffman et Alexis Ohanian, alors tous deux âgés de 22 ans et diplômés de l’université de Virginie, avec l’aide de l’incubateur Y Combinator. Ils sont rejoints en 2005 par Aaron Swartz, un jeune surdoué, geek, passionné par l’open source et notamment co-développeur et promoteur de la licence Creative commons, qui participait également à Y Combinator, où il avait lancé la startup Infogami et développé web.py, un cadriciel pour les applications web basée sur le langage de programmation Python. À l'automne 2005, Swartz travaille avec Huffman et Ohanian à faire passer le code de Reddit du langage Lisp à Python et son cadriciel web.py, avant de fusionner Infogami et Reddit dans la société Not A Bug,,. À la suite de cette fusion, il reçoit le titre de cofondateur de Reddit. Le site spécifiquement conçu pour être une plate-forme de discussion attire l'attention des politiques, mais aussi des investisseurs car ce site est en train, aux États-Unis, de devenir un lieu majeur d'influence, via les discussions qui peuvent rapidement modifier les perceptions et souhaits de millions de personnes, avec parfois des batailles politiques et socioculturelles. En 2006, Reddit commence à avoir du succès et Not A Bug est racheté par le groupe médiatique Condé Nast en octobre 2006, ce qui pousse Aaron Swartz à quitter l'entreprise et vendre ses parts, citant des raisons éthiques.

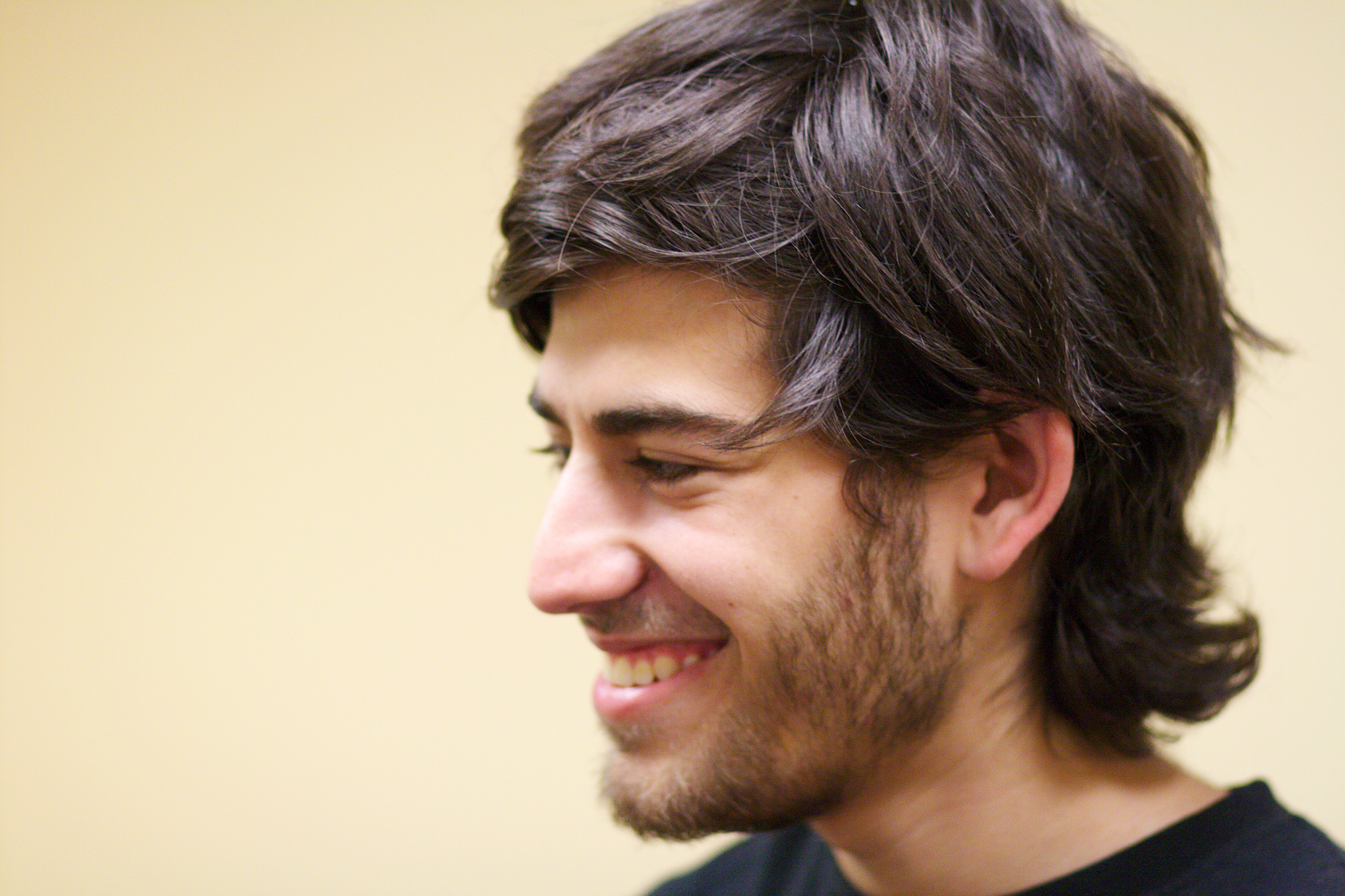
Le suicide d'Aaron Swartz, quatre ans après son départ de Reddit, a marqué une partie de la communauté.
Swartz (ici photographié dans une rencontre de Wikipédia) a quitté Reddit quand le site a été racheté par un groupe à vocation exclusivement commerciale.

Le 18 janvier 2012, le site est cité par Alexa comme étant presque le centième site le plus consulté. Une étude montre que les catégories les plus populaires (sport, technologie...) ont le plus de trafic, mais sont aussi celles qui ont développé le plus de « liens sociaux », alors qu'à l'opposé la section World Business est la moins connectée de toutes les sections (moins même que la section « Off Topic » ou « Other » de Digg). Cette année là, le site Reddit modifie son service pendant 12 heures pour protester contre le projet de loi américain SOPA et diffuse, à la place du contenu habituel, le débat du Congrès.
À la suite de la démission à la fin de 2014 du PDG Yishan Wong (en), qui s'était prononcé pour le maintien de contenus répréhensibles mais légaux, Ellen Pao (recommandée par Wong) lui a succédé et maintient que la plateforme, comme d'autres telles que X (anciennement Twitter), doit être plus ferme vis-à-vis de ceux de ses membres, trolls notamment, qui encouragent l'acharnement, la violence et les menaces envers autrui, ce qui conduirait notamment certains au suicide, attitude qui selon de nombreux utilisateurs n'incarne plus l'esprit Reddit des débuts, c'est-à-dire celui d'une très large liberté. Pao, arrivée chez Reddit en 2013, est nommée PDG alors qu'un forum était « vivement critiqué pour avoir été la plaque tournante de photos volées de célébrités nues, en août 2014 » (photos de nus de personnes non consentantes qui jusqu'en février 2015 n'étaient retirées du site par Reddit que sur demande d'avocats défendant les personnes photographiées). En outre le propriétaire qu'elle représente (grand groupe de presse) ne véhicule pas non plus l'image open source et de large partage apporté par Swartz en 2005.
Des crises s'ensuivent allant jusqu'à une rébellion du personnel, et à une vague de pornographie de vengeance entre utilisateurs (publication d'images volées ou diffusées sans autorisation des personnes). Ellen Pao, après « huit mois chaotiques » ploie sous les attaques sexistes et racistes et sous les menaces et, devenue très impopulaire parmi les animateurs du site, quitte Reddit, mais continue à défendre ses idées d'un internet plus respectueux des autres grâce à des règles plus claires et autoappliquées par les sites. En 2015, Huffman et Ohanian sont finalement rappelés aux commandes et revitalisent leur création[C'est-à-dire ?].
Barack Obama, lors de sa campagne présidentielle en 2012, rend le site temporairement indisponible à cause du trafic engendré. En août 2012, alors président des États-Unis et en campagne pour sa réélection, il rend Reddit encore plus visible dans le pays en participant à un évènement Ask Me Anything (AMA), lors duquel il tape lui-même les réponses aux questions. Les partisans républicains comprennent aussi que Reddit peut leur servir, et en 2016 est créé le subreddit r/The_Donald (en) pour promouvoir la campagne présidentielle de Donald Trump. Ce subreddit devient l'une des communautés les plus actives du site,,, avec plus de 790 000 participants, et suscite beaucoup de controverses, y compris après l'élection. L'institut de réflexion Atlantic Council considère le forum comme concentrant les théories du complot et le journal The Guardian comme « un des incubateurs les plus virulents sur le web de fausses nouvelles sur l'élection américaine ». Peu après l'élection, ses modérateurs annoncent qu'ils vont retirer des publications en lien avec certaines théories du complot parce qu'elles « noieraient la discussion réfléchie et les contenus liés à Trump », et dénoncent des trolls qui partageraient certains contenus pour discréditer le forum et ses utilisateurs. Selon l'expert de l'édition scientifique Timo Hannay (en), le subreddit est devenu « un diffuseur prolifique de mèmes trompeurs - avec des conséquences que tout le monde connaît maintenant mais que personne ne comprend encore pleinement. Si Obama était l'incarnation présidentielle du techno-optimisme du changement du monde, Trump personnifiait désormais une revanche des trolls ». La théorie dite du « pizzagate » (allégations de trafic sexuel d'enfants par d'éminents démocrates américains) notamment, démentie par de nombreux médias, gagne en visibilité sur le forum, dont certains membres décident de créer un subreddit à part entière. Ce dernier est ensuite fermé par Reddit par suite notamment de plaintes concernant les divulgations d'informations personnelles qui y ont lieu, menant à des accusations de censure contre Reddit et à des attaques personnelles contre son cofondateur Steve Huffman. Ce dernier admet ensuite avoir modifié des commentaires d'utilisateurs de Reddit qui l'insultaient de manière à diriger les insultes vers les modérateurs du forum r/The_Donald, où il était âprement critiqué et attaqué, et s'excuse,. Huffman annonce ensuite des modifications à la plateforme qui empêchent les contenus de r/The_Donald d'apparaître sur le forum r/all, désigné par la devise de l'entreprise comme « la page de couverture de l'Internet». Le changement est critiqué par certains utilisateurs, tant des soutiens de Trump que des non-soutiens, tandis que d'autres trouvent les sanctions trop faibles et demandent à Huffman de bannir le subreddit entièrement. Aux utilisateurs de ce dernier qui se plaignent de censure, Huffman répond que ses actions visent à « bannir des comportements et non des idées ». Il confie ensuite que les attaques dont il a été cible sur r/The_Donald ont mené à des changements dans la manière dont Reddit gère les communautés et utilisateurs qui posent problème. Il affirme notamment que Reddit va commencer à contrôler activement ces utilisateurs, et que la stratégie de la plateforme s'oriente vers une approche individuelle des utilisateurs plutôt qu'une approche au niveau de la communauté comme auparavant,.
En juin 2019, r/The_Donald est mis en « quarantaine » en raison de commentaires jugés violents, le subreddit disparaissant des résultats de recherche et des recommandations de Reddit, et les utilisateurs étant dorénavant appelés à cocher une case pour le voir apparaître,. Par ailleurs, le forum n'est plus autorisé à afficher des publicités et certaines fonctionnalités comme la modification du CSS ne sont plus disponibles. À la suite de la quarantaine, les modérateurs du forum créent un site et appellent les utilisateurs à quitter Reddit pour le rejoindre, accusant le réseau social de censure. En juin 2020, Reddit ferme r/The_Donald et 2000 autres subreddits (pour la plupart inactifs), pour cause de contenus jugés haineux. Cette action a lieu simultanément à une suspension du compte officiel de Donald Trump par le site de streaming Twitch et à une suppression de quelques comptes d'extrême-droite par YouTube,,.
Après qu'en août 2017 des suprémacistes blancs et des manifestants de l'opposition se sont affrontés à Charlottesville, Huffman a enclenché un contrôle de certains groupes d'extrême droite au sein de Reddit, acte qui a été ensuite considéré par Timo Hannay (en) dans un article du journal Nature comme un jalon majeur dans la transition entre les origines « libres » de Reddit et un début de prise de conscience que les communautés en ligne, comme les sociétés, ont besoin de règles. Timo Hannay se demande aussi pourquoi des individus qui n'ont pas de comptes à rendre comme Huffman (ou le fondateur de Facebook Mark Zuckerberg ou encore Jack Dorsey de Twitter) devraient être ceux qui fixent ces règles.
En 2017, Reddit lance sa plateforme vidéo.
Début 2019, les utilisateurs de Reddit s'inquiètent des risques de censure en lien avec l'arrivée du géant chinois du numérique Tencent qui investit 150 millions de dollars dans Reddit.
En juin 2023, plusieurs milliers de sous-forums de Reddit (subreddits), dont les plus gros, se mettent en grève pour protester contre les nouvelles règles décidées unilatéralement par Reddit. Est particulièrement visée celle mettant en place des tarifs prohibitifs pour l’accès à l’API, ce que les utilisateurs dénoncent comme une manière de bloquer les applications tierces,,.
Le 21 mars 2024, Reddit effectue son introduction à la bourse de New York sous le code mnémonique RDDT. Lors de l'introduction, le prix de l'action est fixé à 34 dollars, pour une valorisation de 6,4 milliards de dollars.

## Communauté et culture

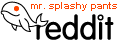
Mister Splashy Pants, logo de Reddit utilisé le 27 novembre 2007.

### Orientation politique de la communauté
Une étude de l'Université du Michigan portant sur plus de 600 millions de commentaires publiés par environ 1,2 million d'utilisateurs démontre que les membres de la communauté de Reddit se classent en majorité politiquement à gauche, ainsi qu'en témoigne le subreddit politique le plus actif, r/politics, qualifié de "bastion des soutiens Démocrates". D'après les chercheurs, les modérateurs suppriment plus volontiers les contenus opposés à leurs opinions politiques, ce qui aboutit à la création de chambres d'écho et à l'homogénéité des points de vue. En outre, le système de notation, qui accorde une meilleure visibilité aux contenus les plus populaires, favorise les commentaires consensuels et décourage les points de vue divergents.
Le Pew Research Center souligne que les utilisateurs de Reddit sont principalement des hommes, jeunes, majoritairement progressistes et que lors des élections présidentielles en 2016, le candidat socialiste Bernie Sanders a suscité le plus d'intérêt parmi eux, devant la Démocrate Hillary Clinton et le Républicain Donald Trump.
La revue Nature, après l'analyse de 5,1 milliards de messages publiés sur dix mille communautés de Reddit en l'espace de 14 ans, observe une nette polarisation des utilisateurs classés à droite en 2016, tout en constatant la prépondérance de commentaires idéologiquement orientés au centre et à gauche.
En 2025, l'équipe de modérateurs de la communauté « r/france » annonce interdire tout contenu médiatique issu du groupe Bolloré, qu'elle considère porteur de désinformation, tout en se défendant d'un choix idéologique,.

### Reddit hug
Un lien posté sur Reddit génère parfois tant de trafic vers le site pointé que ce dernier devient temporairement indisponible, par déni de service. Cette situation est dénommée reddit hug (« câlin de reddit ») par la communauté, pour désigner l’aspect non hostile de la situation (les utilisateurs voulant simplement tous visiter le site en même temps), malgré la perturbation du site en question.

### The SFW Porn network
Reddit contient un ensemble de subreddits consacré à la photographie par thème donné, tels que les paysages terrestres, les villes ou encore l’espace. Bien que n’ayant en rien un caractère sexuel, ces subreddits possèdent la particule porn à la fin de leur nom (par exemple r/EarthPorn, r/CityPorn, r/SpacePorn) pour caractériser l’aspect délectable qu’il y a dans l’observation de ces sujets sous tous leurs angles[réf. nécessaire]. SFW est un sigle de Safe For Work, ce qui se traduit par « Sûr pour le boulot », expression utilisée pour marquer les contenus pouvant être consultés sans danger au travail. Cela s’oppose au label NSFW (Not Safe For Work) désignant du contenu subversif ou choquant. Depuis mai 2014, r/EarthPorn fait partie des subreddits auxquels les nouveaux comptes Reddit sont abonnés par défaut.

### Unidan
Unidan était le pseudonyme d’un utilisateur particulièrement reconnu par la communauté pour ses réponses éducatives à des questions relatives à la biologie et l’écologie. De son vrai nom Ben Eisenkop, il poursuit en effet une thèse de doctorat en biologie à l’université de Binghamton. En 2014, il est stupéfait[pas clair] en entrant dans un débat de commentaires houleux face à un autre utilisateur qui proclame que le choucas des tours est un corbeau. Quelques jours après cet épisode, les administrateurs du site repèrent que depuis quelque temps Unidan fraudait le système de vote du site par le biais de comptes alternatifs pour augmenter le score de ses propres commentaires et diminuer celui des autres utilisateurs. Son compte utilisateur est banni.

### Secret Santa
En 2009, des utilisateurs ont l’idée d’organiser un Secret Santa à l’échelle de Reddit : ils créent le site redditgifts.com, qui permet d’apparier les participants, qui s’engagent à s’envoyer des petits cadeaux pour Noël. Cette plateforme est rachetée par Reddit deux ans plus tard ; le principe est élargi à d’autres fêtes ou occasions. Le pic de participation est atteint pour Noël 2014, où les inscrits sont plus de 200 000. En juin 2021, Reddit annonce que redditgifts sera fermé après l’échange de Noël 2021.

### Philanthropie
À la suite du séisme de 2010 à Haïti, les utilisateurs de Reddit donnent 185 356,70 $ à l’organisation Direct Relief (en).
En décembre 2010, les subreddits r/Atheism, r/Christianity, et r/Islam se lancent dans une collecte de fonds respectivement pour les organisations Médecins sans frontières, World Vision International et Islamic Relief. En moins d’une semaine elles lèvent ensemble 50 000 $,.
En 2012, les redditors apprennent qu’un volontaire travaillant à un orphelinat de Ngong, au Kenya, s’est fait attaquer par des intrus ; 70 000 $ sont collectés en 24 heures pour sécuriser l'orphelinat.
En 2013, une photographie de la façade d’un hôpital pour enfants est postée sur Reddit. Sur l’une des fenêtres est écrit avec du scotch « SEND PIZZA RM 4112 » (« ENVOYEZ DES PIZZAS CH 4112 »). Certains utilisateurs font effectivement livrer une pizza dans ladite chambre. Après avoir reçu 20 pizzas, l’hôpital publie une annonce demandant d’arrêter les livraisons. La chambre accueillait une patiente de 2 ans traitée pour un cancer, dont la mère et la grand-mère avaient écrit le message sur la fenêtre pour passer le temps.

### Subreddits importants
- r/Ask me anything
- r/NoFap
- r/nosleep
- r/Polandball

## Controverses

### Modération
La modération est majoritairement déléguée à des modérateurs bénévoles. Les modérateurs de chaque subreddit peuvent imposer leur propre ligne éditoriale et donc supprimer les liens ne la respectant pas. Une modération globalement réduite au minimum est une caractéristique de Reddit très appréciée par ses utilisateurs, mais qui a laissé naître des subreddits particulièrement controversés, dont certains ont fini par être supprimés par les administrateurs.
Certains subreddits se voient supprimés dès lors qu'ils génèrent une forte controverse médiatique. Cela a notamment été le cas des subreddits r/braincels, r/incel et r/mgtow, connus pour héberger des contenus violemment misogynes à la suite de la parution d'une étude dans le MIT Technology Review à propos de la « manosphère ». Cependant, un grand nombre de subreddits poursuivant des objectifs similaires perdurent, ces derniers apportant probablement des vues, donc des revenus, à la plate-forme, tant qu'ils ne sont pas médiatisés.

### jailbait
En 2011, le journaliste Anderson Cooper, de CNN, condamne le subreddit r/jailbait consacré aux photographies d'adolescentes dans des postures provocantes, mais non nues. Il reproche au site de continuer à héberger ce subreddit. Le reportage de CNN provoque un pic de trafic sur le subreddit en question, qui atteint 1,73 million de pages vues le jour même. Sur le même subreddit, un redditor poste alors l’image d’une mineure et proclame qu’il possède des photographies d’elle nue. Plusieurs autres utilisateurs lui demandent de leur envoyer par message privé. Ce fil de discussion attire l’attention du reste de la communauté et provoque l’indignation, à la suite de quoi les administrateurs bannissent le subreddit.

### findbostonbombers
À la suite des attentats de 2013 au marathon de Boston, certains redditors analysent les photographies et vidéos des attentats au sein du subreddit r/findbostonbombers. Ils accusent un étudiant disparu depuis près d’un mois d’en être l’auteur, envoient des messages déplaisants à sa famille et créent une page Facebook pour le retrouver. Il s’avère finalement que l’étudiant est innocent.

### Crise de 2015
En février 2015, Ellen Pao applique une modification des règles de modération du site de manière à permettre aux personnes dont des photos de nus ont été postées sur le site sans leur consentement de les faire supprimer sur simple demande, et à supprimer cinq forums qui ciblaient agressivement les internautes obèses ou transgenres, tout en épargnant diverses communautés ouvertement antisémites, racistes, sexistes ou autrement discriminatoires. Deux mois plus tard, plusieurs études ayant prouvé qu'à l'embauche les femmes tendent à moins négocier leurs salaires et conditions de travail que les hommes, et qu’elles sont en outre plus facilement sanctionnées lorsqu’elles négocient agressivement, Ellen Pao décide de supprimer les négociations salariales à l’embauche pour ne pas pénaliser les femmes lors des recrutements. Tous ses choix suscitent ou attisent la colère des membres les plus radicaux de Reddit ainsi que d'autres ne comprenant pas ces changements dans la modération des contenus.
Le 2 juillet, Victoria Taylor, responsable de la communication chez Reddit, est renvoyée. Cela suscite une vague d'indignation parmi les modérateurs (bénévoles), en particulier ceux du forum r/IAmA (qui rassemble une grande partie des publications du type ask me anything, « demandez-moi n'importe quoi »), largement le plus populaire. Tout en reprochant à l'équipe des salariés de l'administration du site de ne pas assez communiquer avec eux et de ne pas leur donner les outils de lutte contre le harcèlement qu'il leur faudrait pour gérer leurs communautés, ces modérateurs manifestent leur mécontentement en rendant privés plusieurs subreddits populaires (tels que r/IAmA, r/science, r/funny, r/DIY , etc.) durant une journée. Des forums sont perturbés, une pétition en ligne recueille 200 000 signatures, des insultes sexistes et des menaces sont proférées à l'égard de la présidente par intérim Ellen Pao. Cette vive réaction de la communauté cause son départ, suivi du retour de l'ancien PDG et cofondateur du site, Steve Huffman,. Un forum est spécifiquement créé pour l'attaquer, par exemple en la comparant régulièrement à Hitler ou à un dictateur chinois ou nord coréen, y compris après sa démission, l'un des membres du forum précisant par exemple « Ce n’est pas parce qu’elle a démissionné que l’on doit arrêter de la détester » ; son dernier message sur Reddit a été « Je tiens seulement à rappeler à tout le monde que je suis juste un être humain ; j’ai une famille, et j’ai des sentiments. »
Sam Altman (président du fonds d’investissement Y Combinator, qui a financé la naissance de Reddit), interrogé par le magazine Wired (qui appartient au groupe propriétaire de Reddit), estime qu'une partie des reproches faits à Pao est justifiée, mais pas les attaques violentes dont elle a été la cible. Certains salariés lui témoignent leur soutien ou leur reconnaissance, dont l'ancienne PDG Yishan Wong. Divers salariés rappellent qu'Ellen Pao « a relevé le défi de la lutte contre le revenge porn, elle a tenté de mettre fin à la haine et au harcèlement, tout en étant la cible d’attaques haineuses. Ces changements de politiques donnent des résultats aujourd’hui, mais les effets profonds peuvent prendre des années à apparaître ».

## Technologies
Reddit lance ses applications officielles le 7 avril 2017.